# Luca Sottana
Luca Sottana (Treviso, 16 luglio 1982) è un ex cestista italiano, di ruolo guardia.

## Carriera
Cresciuto nelle giovanili della Benetton Treviso, Piero Bucchi lo fa esordire nell'aprile 2001, nella massima divisione del campionato italiano di pallacanestro Serie A. In seguito è stato ceduto a varie squadre di campionati minori, a titolo di prestito, per maturare esperienza, dapprima in LegADue, con il Progresso Castel Maggiore, Aurora Basket Jesi poi con Trapani e Forlì in Serie B d'Eccellenza.
Dal 2004 al 2006 torna alla Benetton Treviso dove vince Coppa Italia, Scudetto e Supercoppa italiana. Successivamente passa alla Reyer Venezia, club di serie B1 dove vince la Winter Cup LNP.
Nella stagione 2007-08 veste la maglia dell'Original Marines Gragnano. Nella stagione 2008-09 passa a vestire la maglia dell'Olimpia Basket Matera partecipante al campionato di Serie A Dilettanti. Nella stagione 2009-10, con l'inserimento di parametri federali torna al Basket Oderzo dove aveva già giocato da junior in doppio tesseramento con la Benetton. Da fine gennaio lascia la società opitergina e si accorda con la Fortitudo Martina Franca (B Dilettanti girone D). Nel 2011 coach Marcello Ghizzinardi, che allena Riviera Vado Basket, lo rivuole in squadra dopo averlo avuto a Gragnano, vincendo il campionato e facendo la promozione in Serie A Dilettanti.
Dopo una stagione alla Sebastiani Basket Club Rieti, torna a Oderzo, disputando il campionato di DNC.
È stato membro e capitano della nazionale  basket cadetti e juniores.

## Palmarès
Giochi mondiali militari Catania 2003
Campionati mondiali militari Našice Croazia 2004
- Coppa Italia: 1

 Pall. Treviso:2005
- Campionato italiano: 1

 Pall. Treviso:2005-06
- Supercoppa italiana: 1

 Pall. Treviso:2006
- Winter cup Divisione Nazionale A: 1

 Reyer Venezia: 2007

Campionato italiano di Serie B:   - Logo del campionato DNB dal 2011 al 2013
 Campionato Divisione Nazionale B: 1

 Riviera Vado Ligure:Riviera Vado Basket: 2010-2011